# Euaresta philodema
Euaresta philodema är en tvåvingeart som först beskrevs av Friedrich Georg Hendel 1914.  Euaresta philodema ingår i släktet Euaresta och familjen borrflugor. Inga underarter finns listade i Catalogue of Life.